# Troféu Armando Nogueira
Troféu Armando Nogueira é um prêmio concedido pela Rede Globo ao melhor jogador de cada temporada do Campeonato Brasileiro de Futebol. Diferentemente da Bola de Prata que existe desde 1971, é um prêmio criado recentemente.

## Formato
A premiação é definida de acordo com notas de 0 a 10, concedidas a cada jogo, por comentaristas da Rede Globo, do SporTV e do GloboEsporte.com e consideradas as médias por partidas disputadas. O jogador deve disputar, no mínimo, 13 partidas.

## História
A primeira edição do prêmio foi em 2009 e teve como vencedor o atacante Marcelinho Paraíba do Coritiba. Na segunda edição, em 2010, um jogador estrangeiro teve a melhor média, o argentino Walter Montillo do Cruzeiro. Em 2011, o santista Neymar levou o prêmio. No ano seguinte, 2012, Neymar tornou-se o primeiro jogador a conquistar o bi do Troféu Armando Nogueira, alcançando ainda a maior média da história do prêmio: 7,13. Em 2013, com média igual a Paulo Baier, o atacante do Goiás (Walter), fatura o prêmio por ganhar bônus dado aos craques de cada rodada do Brasileiro da Série A. No Campeonato de 2014, o premiado foi Diego Tardelli do Atlético Mineiro. No Brasileirão de 2015 o premiado foi Renato Augusto, do Corinthians.

## Edições
| Edição | Colocação | Jogador            | Posição  | Clube               | Jogos | Média | Ref.  |
| ------ | --------- | ------------------ | -------- | ------------------- | ----- | ----- | ----- |
| 2009   | 1.º       | Marcelinho Paraíba | Atacante | Coritiba            | 34    | 6,59  | [ 1 ] |
| 2009   | 2.º       | Fernandinho        | Atacante | Grêmio Barueri      | 19    | 6,55  | [ 1 ] |
| 2009   | 3.º       | Petković           | Meia     | Flamengo            | 23    | 6,43  | [ 1 ] |
| 2010   | 1.º       | Montillo           | Meia     | Cruzeiro            | 23    | 6,82  | [ 2 ] |
| 2010   | 2.º       | D'Alessandro       | Meia     | Internacional       | 20    | 6,45  | [ 2 ] |
| 2010   | 3.º       | Conca              | Meia     | Fluminense          | 38    | 6,36  | [ 2 ] |
| 2011   | 1.º       | Neymar             | Atacante | Santos              | 21    | 6,98  | [ 3 ] |
| 2011   | 2.º       | Fred               | Atacante | Fluminense          | 25    | 6,96  | [ 3 ] |
| 2011   | 3.º       | Montillo           | Meia     | Cruzeiro            | 34    | 6,73  | [ 3 ] |
| 2012   | 1.º       | Neymar             | Atacante | Santos              | 17    | 7,13  | [ 4 ] |
| 2012   | 2.º       | Luís Fabiano       | Atacante | São Paulo           | 22    | 6,99  | [ 4 ] |
| 2012   | 3.º       | Diego Cavalieri    | Goleiro  | Fluminense          | 35    | 6,94  | [ 4 ] |
| 2013   | 1.º       | Walter             | Atacante | Goiás               | 32    | 6,78  | [ 5 ] |
| 2013   | 2.º       | Paulo Baier        | Meia     | Atlético Paranaense | 27    | 6,78  | [ 5 ] |
| 2013   | 3.º       | Éverton Ribeiro    | Meia     | Cruzeiro            | 35    | 6,76  | [ 5 ] |
| 2014   | 1.º       | Diego Tardelli     | Atacante | Atlético Mineiro    | 24    | 6,89  | [ 6 ] |
| 2014   | 2.º       | Marcelo Grohe      | Goleiro  | Grêmio              | 35    | 6,79  | [ 6 ] |
| 2014   | 3.º       | Ricardo Goulart    | Meia     | Cruzeiro            | 26    | 6,79  | [ 6 ] |
| 2015   | 1.º       | Renato Augusto     | Meia     | Corinthians         | 30    | 6,98  | [ 7 ] |
| 2015   | 2.º       | Jadson             | Meia     | Corinthians         | 34    | 6,86  | [ 7 ] |
| 2015   | 3.º       | Weverton           | Goleiro  | Atlético Paranaense | 36    | 6,72  | [ 7 ] |

## Seleções de todos os anos

### 2010
Seleção: Victor (GRE), Gabriel (GRE),  Alex Silva (SPA), Dedé (VAS) e Roberto Carlos (COR); Elias (COR), Conca (FLU), D'Alessandro (INT) e Montillo (CRU); Neymar (SAN) e Ricardo Oliveira (SPA) 

### 2011
Seleção:
Marcelo Lomba (BAH), Rafael Cruz (AGO),  Rhodolfo (SPA), Dedé (VAS) e Dodô (BAH); Paulinho (COR), Montillo (CRU) e Wellington Nem (FIG); Ronaldinho Gaúcho (FLA), Fred (FLU) e Neymar (SAN) 

### 2012
Seleção:
Diego Cavalieri (FLU), Cicinho (SPT), Paulo Miranda (SPA), Réver (CAM) e João Paulo (PON); Paulinho (COR), Souza (GRE), Clarence Seedorf (BOT) e Ronaldinho Gaúcho (CAM); Neymar (SAN) e Luís Fabiano (SPA) 

### 2013
Seleção: Fábio (CRU), Mayke (CRU), Dedé (CRU), Rodrigo (GOI) e Juan (VIT); Elias (FLA), Lucas Silva (CRU), Paulo Baier (APR) e Éverton Ribeiro (CRU); Diego Tardelli (CAM) e Walter (GOI)  

### 2014
Seleção: Marcelo Grohe (GRE), Patric (SPT), Gil (COR), Rhodolfo (GRE) e Zé Roberto (GRE); Arouca (SAN), Thiago Mendes (GOI)  , Ricardo Goulart (CRU) e Éverton Ribeiro (CRU); Diego Tardelli (CAM) e Guerrero (COR) 

### 2015
Seleção: Weverton (CAP), Patric (CAM), Jemerson (CAM), Geromel (GRE) e Douglas Santos (CAM); Gabriel (PAL), Elias (COR)  , Renato Augusto (COR) e Jadson (COR); Luan (CAM) e Luan (GRE) 